# لیزبارک وارمینگسکی
لیزبارک وارمینگسکی (به لاتین: Lidzbark Warmiński) یک منطقهٔ مسکونی در لهستان است که در شهرستان لیزبارک واقع شده‌است. لیزبارک وارمینگسکی ۱۴٫۳۴ کیلومتر مربع مساحت و ۱۶٬۳۹۰ نفر جمعیت دارد.